# Edmond N'Tiamoah
Edmond N'Tiamoah est un joueur de football franco-ghanéen né à Agona Swedru au Ghana le 1er février 1981. Son poste de prédilection est attaquant.

## Clubs
- 1999-2002 : FC Bâle  Suisse
- Jan. 2001-2002 : SR Delémont  Suisse (prêt)
- 2002-Jan. 2004 : FC Concordia Bâle  Suisse
- Jan. 2004-2004 : Diyarbakirspor  Turquie
- 2004-2005 : FC Concordia Bâle  Suisse
- 2005-Jan. 2007 : FC Lucerne  Suisse
- Jan.2007-Jan. 2008 : FK Xəzər Lənkəran  Azerbaïdjan
- Jan. 2008-2009 : Servette Genève  Suisse
- depuis Nov. 2010 : Sport Club Kriens  Suisse

## Palmarès
- Champion de Suisse de D2 en 2006 avec le FC Lucerne
- Champion d'Azerbaïdjan en 2007 avec le FK Xəzər Lənkəran